# Monte Caxado
Monte Caxado är ett berg i Spanien.   Det ligger i provinsen Provincia da Coruña och regionen Galicien, i den nordvästra delen av landet, 500 km nordväst om huvudstaden Madrid. Toppen på Monte Caxado är 742 meter över havet, eller 191 meter över den omgivande terrängen. Bredden vid basen är 8,2 km.
Terrängen runt Monte Caxado är huvudsakligen lite kuperad. Runt Monte Caxado är det glesbefolkat, med 9 invånare per kvadratkilometer. Närmaste större samhälle är As Pontes de García Rodríguez, 7,0 km söder om Monte Caxado. I omgivningarna runt Monte Caxado växer i huvudsak blandskog.